# Успение Богородично (Раждавица)
„Успение Богородично“ или „Света Богородица“ е средновековна българска църква до село Раждавица, община Кюстендил.

## Местоположение
Църквата се намира на около 3 километра северозападно от село Ръждавица, на десния бряг на река Струма, в местността Селище.

## Архитектура
„Света Богородица“ е еднокорабна и едноапсидна църква, с размери 6,50 Х 4,00 м. Допълнително е изграден притвор с дължина 2,60 Х 4 метра, от който сега са запазени само основите. Стените на църквата са дебели 70 см. и са изградени от ломени камъни и тухли, с вътрешна система от сантрачи, споени с бял хоросан. Сводът е полуцилиндричен.

## Стенописи
Цялата вътрешност е била изписана, като до 20 век са запазени отделни фрагменти от стенописите. Стените на църквата са били запазена на височина от 0,50 до 3,20 метра, като през 70-те години църквата е изцяло реставрирана – изграден е наново каменният свод на наоса и е покрита с каменни плочи.

## Датировка
Йордан Иванов датира църквата от 12 - 13 век, Вера Иванова-Мавродинова от 14-15 век, Андрей Грабар и Кръстю Миятев отнасят живописта към 16-17 век, а Андрей Протич - към 16 век. Цветана Дремсизова-Нелчинова и Людмила Слокоска отнасят построяването на църквата към началото на 16 век.